# Filipa Cavalleri
Filipa Lopes Celestino Soares Cavalleri (* 6. Dezember 1973 in Lissabon) ist eine ehemalige portugiesische Judoka im Leichtgewicht, der Gewichtsklasse bis 56 Kilogramm, ab 1998 bis 57 Kilogramm.
Filipa Cavalleri war von 1991 bis 1999 neunmal in Folge portugiesische Meisterin. 1991 gewann sie eine Silbermedaille bei den Junioreneuropameisterschaften. Bei den Olympischen Spielen 1992 gewann und verlor sie je zwei Kämpfe und belegte am Ende den neunten Platz. 1993 erreichte sie bei den Europameisterschaften das Halbfinale, nach zwei Niederlagen belegte sie den fünften Platz. Ein Jahr später war sie erneut Fünfte. Ihr größter Erfolg war die Bronzemedaille bei den Weltmeisterschaften 1995. Nach einer Achtelfinalniederlage gegen die Brasilianerin Danielle Zangrando gewann sie in der Hoffnungsrunde drei Kämpfe.
Bei den Olympischen Spielen 1996 unterlag sie in ihrem ersten Kampf Huang Ai-Chun aus Taiwan. Vier Jahre später schied sie auch bei den Olympischen Spielen 2000 im ersten Kampf aus, diesmal gegen Cinzia Cavazzuti aus Italien. 1997 gewann Filipa Cavallerin in Budapest ihr einziges Weltcupturnier.